# Szegedy-Maszák Mihály
Szegedy-Maszák Mihály (Budapest, 1943. június 23. – Budapest, 2016. július 24.) Széchenyi-díjas magyar irodalomtörténész, egyetemi tanár, a Magyar Tudományos Akadémia rendes tagja. Az összehasonlító irodalomtudomány, a fordításelmélet és a magyar irodalom 19. századtól 21. századig tartó időszakának neves kutatója.

## Életpályája
1961-ben érettségizett, majd felvették az Eötvös Loránd Tudományegyetem Bölcsészettudományi Kar angol–magyar szakára (Angol–Amerikai Intézet), ahol 1966-ban szerzett tanári diplomát. Szintén 1966-ban posztgraduális tanulmányokat végzett a Cambridge-i Egyetemen. 1967-ben szerzett bölcsészdoktori címet.
Diplomájának megszerzése után 1981-ig az MTA Irodalomtudományi Intézetében dolgozott tudományos munkatársként, illetve főmunkatársként. Publikált a Literatura című irodalomelméleti folyóiratban. Emellett 1967 és 1971 között a József Attila Tudományegyetem adjunktusa volt, 1981-ben az ELTE irodalomtörténeti tanszékének docense lett, ekkor távozott az Irodalomtudományi Intézetből. 1990-ben egyetemi tanári kinevezést kapott, majd 1992 és 1994 között a 19. századi irodalom tanszék vezetője volt és 1994-ben az összehasonlító irodalomtudományi tanszék vezetőjévé nevezték ki. A tanszéket 2008-ig vezette. Magyarországi munkái mellett számos külföldi egyetem vendégprofesszora, illetve vendégkutatója volt: Cambridge King's College-ben (1979–1980), American Council of Learned Societies (1984–1985), Indianai Egyetem (1984, 1987, 1988–1990). 1991-ben az Indianai Egyetem összehasonlító irodalomtudományi egységének professzorává nevezték ki.
Több szakfolyóirat munkatársa, vezetőségi tagja is lett: 1987-ben a Hungarian Studies felelős szerkesztője és a New Literary History szerkesztője, 1992-ben a Protestáns Szemle főszerkesztője lett. Emellett az Arcadia és az Across Languages and Cultures szakfolyóiratok, valamint 2008-ban a Filológiai Közlöny szerkesztőbizottságába is bekerült.
1983 és 1992 között a Nemzetközi Összehasonlító Irodalomtudományi Társaság koordinációs bizottsága, valamint 1997-ben annak alelnökévé választották. Emellett 1986-tól a Nemzetközi Magyar Filológiai Társaság végrehajtó-bizottságának tagja, majd 1992-től a koordinációs bizottság, 1996-ban a társaság alelnökévé választották. 1998 és 1999 között a Frankfurti Könyvvásáron való részvétel miniszteri biztosa volt. 2000-ben a Collegium Budapest Tudományos Tanácsadó testületébe is bekerült. Ezenkívül az UNESCO Magyar Nemzeti Bizottságának alelnökévé választották és a Habsburg Történeti Intézet tudományos tanácsadója is lett.
1978-ban védte meg az irodalomtudományok kandidátusi, 1989-ben akadémiai doktori értekezését. 1992 és 1996 között a Magyar Ösztöndíj Bizottság tagja volt. 1993-ban megválasztották a Magyar Tudományos Akadémia levelező, 1998-ban pedig annak rendes tagjává. 2002-ben az MTA Irodalomtudományi Bizottságának elnöki tisztét is átvette. 1995-ben az Európai Akadémia tagjává is megválasztották. Emellett az MTA Mikszáth, illetve az MTA Ideológiák Kutatócsoportjának vezetője is volt (utóbbinak 2007-ig). 2007-ben az MTA Hálózati Kritikai Szövegkiadás Kutatócsoport vezetését vette át.

## Munkássága
Kutatási területe a regényelmélet, az összehasonlító irodalomtudomány és a magyar irodalom 19. századtól a 21. századig. A szerkezeti elemzés és a befogadás esztétika meghonosításában vállal szerepet.
Szerepe jelentős az összehasonlító irodalomtudomány magyar örökségének külföldi elismertetésével kapcsolatban. Foglalkozott az irodalmi és művészeti irányzatok (többek között a klasszicizmus, romantika, a realizmus és a szimbolizmus) komparatív (összehasonlító) vizsgálatával.
Egyik szervezője és vezetője volt a magyar irodalom történetének többféle értelmezését összefogó háromkötetes könyve szerkesztésében és megírásában, amely 2007-ben A magyar irodalom történetei címmel jelent meg.
Emlékére 2018-ban a család és az Irodalomtudományi Intézet Irodalomelméleti Osztálya 2019-től kétévente átadásra kerülő Szegedy-Maszák Mihály-díjat alapított, mellyel a névadót is jellemző, diszciplináris sokoldalúsággal bíró irodalomtudományi tárgyú könyvek szerzőit jutalmazzák.

## Díjai, elismerései
- Alföld-díj (1995)
- A Magyar Köztársasági Érdemrend középkeresztje (1997)
- Széchenyi-díj (2003)
- Nemes Nagy Ágnes-esszédíj (2008)

## Főbb publikációi
- Irodalmi szöveggyűjtemény; összeáll. Ritoók Zsigmond, Szegedy-Maszák Mihály, Veres András; Tankönyvkiadó, Bp., 1979
- Ritoók Zsigmond–Szegedy-Maszák Mihály–Veres András: Irodalom; Tankönyvkiadó, Bp., 1979
- "A regény, amint írja önmagát". Elbeszélő művek vizsgálata; Tankönyvkiadó, Bp., 1980 (Műelemzések kiskönyvtára)
- Világkép és stílus. Történeti-poétikai tanulmányok; Magvető, Bp., 1980 (Elvek és utak)
- Irodalmi szöveggyűjtemény; összeáll., jegyz. Szegedy-Maszák Mihály, Szörényi László, Veres András; 2. jav. kiad.; Tankönyvkiadó, Bp., 1982
- Kubla kán és Pickwick úr. Romantika és realizmus az angol irodalomban; Magvető, Bp., 1982 (Gyorsuló idő)
- Irodalomtörténeti és művelődéstörténeti tanulmányok; szerk. Kósa László, Szegedy-Maszák Mihály; ELTE, Bp., 1985
- A mindentudás igézete. Tanulmányok Németh Lászlóról; összeáll. Szegedy-Maszák Mihály; Magvető, Bp., 1985 (JAK füzetek)
- Kemény Zsigmond; Szépirodalmi, Bp., 1989
- Márai Sándor; Akadémiai, Bp., 1991 (Kortársaink)
- Ottlik Géza; Kalligram, Pozsony, 1994 (Tegnap és ma)
- "Minta a szőnyegen". A műértelmezés esélyei; Balassi, Bp., 1995
- Papers of the International Conference Hungarian Contributions to Scholarship held in Bloomington, 5-6 April, 1997; szerk. Szegedy-Maszák Mihály; Akadémiai, Bp., 1997
- Irodalmi kánonok; Csokonai, Debrecen, 1998 (Alföld könyvek)
- "A regény, amint írja önmagát". Elbeszélő művek vizsgálata; 2. bőv. kiad.; Korona Nova, Bp., 1998 (Műértelmezések)
- Tanulmányok Kosztolányi Dezsőről; szerk. Kulcsár Szabó Ernő, Szegedy-Maszák Mihály; Anonymus, Bp., 1998 (Újraolvasó)
- Irodalmi szöveggyűjtemény a gimnázium III. osztálya számára; összeáll., jegyz. Szegedy-Maszák Mihály et al.; átdolg. kiad.; Krónika Nova, Bp., 1999
- Irodalmi szöveggyűjtemény a gimnázium II. osztálya számára; összeáll., jegyz. Szegedy-Maszák Mihály et al.; átdolg. kiad.; Krónika Nova, Bp., 1999
- Irodalom a gimnázium II. osztálya számára; többekkel; átdolg. kiad.; Krónika Nova, Bp., 1999
- A Nyugat és a világirodalom; MTA, Bp., 2000 (Székfoglalók a Magyar Tudományos Akadémián)
- Újraértelmezések; Krónika Nova, Bp., 2000 (Esszék – irodalomról)
- Literary canons: national and international; Akadémiai, Bp., 2001 (Studies in modern philology)
- National heritage – national canon; szerk. Szegedy-Maszák Mihály; Collegium Budapest Institute for Advanced Study, Bp., 2001 (Workshop series / Collegium Budapest Institute for Advanced Study, 11.)
- Romantika: világkép, művészet, irodalom; szerk. Szegedy-Maszák Mihály, Hajdu Péter; Osiris, Bp., 2001 (Osiris tankönyvek)
- Az elbeszélés módozatai. Narratíva és identitás; szerk. Józan Ildikó, Kulcsár Szabó Ernő, Szegedy-Maszák Mihály; Osiris, Bp., 2003 (Osiris könyvtár Irodalomelmélet)
- Irodalom a gimnázium II. osztálya számára; többekkel, szerk. Mész Lászlóné; 4. átdolg. kiad.; Krónika Nova, Bp., 2003
- Irodalom a gimnázium III. osztálya számára; többekkel, szerk. Mész Lászlóné; 4., átdolg. kiad.; Krónika Nova, Bp., 2003
- Kánon és kanonizáció. Tanulmányok az V. Nemzetközi Hungarológiai Kongresszus (Jyväskylä, Finnország, 2001) kánon-szimpóziumának az anyagából; szerk. Dobos István, Szegedy-Maszák Mihály; Csokonai, Debrecen, 2003
- A megértés módozatai: fordítás és hatástörténet; Akadémiai, Bp., 2003
- Der lange, dunkle Schatten. Studien zum Werk von Imre Kertész; szerk. Szegedy-Maszák Mihály, Scheibner Tamás; németre ford. Egyed Andrea et al.; Passagen–Kortina, Wien– Budapest, 2004 (Passagen Literaturtheorie)
- (Tév)eszmék bűvölete; szerk. Jeney Éva, Szegedy-Maszák Mihály; Akadémiai, Bp., 2004
- A "boldog Bábel". Tanulmányok az irodalmi fordításról; szerk. Józan Ildikó, Szegedy-Maszák Mihály; Gondolat, Bp., 2005
- Elért bizonyosság. Németh G. Béla 80. születésnapjára; szerk. Szegedy-Maszák Mihály, Veres András; Krónika Nova, Bp., 2005
- Mi a magyar?; szerk. Romsics Ignác, Szegedy-Maszák Mihály; Habsburg Történeti Intézet–Rubicon, Bp., 2005
- A kultúra átváltozásai. Kép, zene, szöveg; szerk. Jeney Éva, Szegedy-Maszák Mihály; Balassi, Bp., 2006
- Az értelmezés történetisége; Pro Pannonia, Pécs, 2006 (Pannónia könyvek)
- Márai Sándor, 1900–1989. Elhangzott: 2002. december 2.; MTA, Bp., 2006 (Emlékbeszédek az MTA elhunyt tagjai felett)
- Kemény Zsigmond; Kalligram, Pozsony, 2007 (Szegedy-Maszák Mihály válogatott munkái)
- A magyar irodalom történetei; főszerk. Szegedy-Maszák Mihály; Gondolat, Bp., 2007
- Nemzeti művelődések az egységesülő világban. Szöveggyűjtemény; szerk. Szegedy-Maszák Mihály, Zákány Tóth Péter; Ráció, Bp., 2007 (Ráció-tudomány)
- Szó, kép, zene. A művészetek összehasonlító vizsgálata; Kalligram, Pozsony, 2007 (Szegedy-Maszák Mihály válogatott munkái)
- A magyar irodalom történetei; főszerk. Szegedy-Maszák Mihály; 2. jav. kiad.; Gondolat, Bp., 2008-
- Megértés, fordítás, kánon; Kalligram, Pozsony, 2008 (Szegedy-Maszák Mihály válogatott munkái)
- Nemzeti művelődés, egységesülő világ; főszerk. Szegedy-Maszák Mihály, szerk. Vincze Ferenc, Zákány Tóth Péter; Napkút, Bp., 2010 (Kútfő bibliotéka)
- Kosztolányi Dezső; Kalligram, Pozsony, 2010
- Az újraolvasás kényszere; Kalligram, Pozsony, 2011 (Szegedy-Maszák Mihály válogatott munkái)
- Vengerszkij genyij. Vengri, kak onyi vigyat szebja, Vengriju, szvojo meszto v isztorii i szovremennom mire (Mi a magyar?); szerk. Romsics Ignác, Szegedy-Maszák Mihály, oroszra ford. Darja Jurjevna Anyiszimova; Logosz, Moszkva, 2011
- A mű átváltozásai; Pesti Kalligram, Bp., 2013 (Szegedy-Maszák Mihály válogatott munkái)
- "Semmi sincsen egészen úgy...". Füst Milán születésének 125. évfordulója tiszteletére rendezett emlékülés anyaga; szerk. Szegedy-Maszák Mihály; Fekete Sas, Bp., 2013
- A sors kísértései. Tanulmányok Kemény Zsigmond munkásságáról születésének 200. évfordulójára; szerk. Szegedy-Maszák Mihály; Ráció, Bp., 2014
- Jelen a múltban, múlt a jelenben. In memoriam Pierre Boulez; Pesti Kalligram, Bp., 2016 (Szegedy-Maszák Mihály válogatott munkái)

## Családja
Lánya, Anna, az ELTE Apáczai Csere János Gyakorló Gimnázium és Kollégium oktatója és az ELTE BTK Angol–Amerikai Intézet doktorandusza.